# IK Sävehof
El IK Sävehof es un club de balonmano sueco del municipio de Partille. 
Cuenta con sección femenina y masculina de balonmano, encontrándose ambas en la máxima categoría.

## Sección masculina

### Palmarés
- Liga sueca de balonmano masculino (8):
  - 2004, 2005, 2010, 2011, 2012, 2019, 2021, 2024
- EHF Challenge Cup (1):
  - 2014

### Plantilla 2024-25
|  | Porteros - 01 Oscar Sävinger - 12 Erik Andersson - 16 Arvid Norén - 30 Jakob Printz Extremos izquierdos - 04 Leon Halén - 17 Sebastian Spante - 27 Johan Rahm Extremos derechos - 11 Gustaf Wedberg - 25 Malte Celander Pívots - 02 Emil Johannisson - 06 Adam Blanche - 19 Tryggvi Þórisson - 47 Ísak Vedelsbøl | Laterales izquierdos - 08 Kelvin Roberts - 18 Pontus Brolin - 21 David Sandberg - 28 Janne Delkvist Centrales - 05 Olle Ek - 15 Sebastian Durlanu - 22 Alexander Hambalek - 23 Arvid Moradnia - 24 Fabian Blomberg - 29 Thure Frederiksen - 78 Óli Mittún Laterales derechos - 03 Emil Berlin - 09 Erik Follin - 10 Magnus Persson - 26 Lukas Bill |

## Sección femenina

### Palmarés
- Liga de Suecia de balonmano femenino (14):
  - 1993, 2000, 2006, 2007, 2009, 2010, 2011, 2012, 2013, 2014, 2015, 2016, 2018, 2019[1]

### Plantilla 2022-23
|  | Porteras - 1 Johanna Bundsen - 16 Wilma Kroon-Andersson Extremos derechos - 2 Ida Rahunen Sembe - 22 Carmen Martín Extremos izquierdos - 3 Stella Huselius - 10 Elin Ernelind - 19 Olivia Mellegård Pívots - 8 Johanna Forsberg - 15 Linn Johansson - 20 Thea Blomst | Laterales izquierdos - 7 Elin Liljeros Heikka - 13 Irma Wester Kocanovic - 18 Laura Cecilie Jensen Centrales - 11 Amanda Källström - 17 Mai Kragballe Nielsen - 29 Frida Rosell Laterales derechos - 9 Nina Koppang - 27 Thea Kylberg |